# Coves d'en Carner
Les coves d'en Carner, anomenades també balmes d'en Carner, és un conjunt de coves del massís de Sant Llorenç del Munt situat al municipi de Castellar del Vallès, al Vallès Occidental. El conjunt, situat a una elevació de 431 m, està format per quatre cavitats de diverses dimensions. De sud a nord, la primera és la de més recorregut, de 23 m. A uns 10 m de la cavitat principal, hi ha un forat d'uns 3 m de llargada que després es fa impracticable. A continuació hi ha una petita balma de la qual surt una galeria petita. Finalment, més enllà, hi ha una altra balma d'uns 10 m d'amplada per uns 4 m de fons.
Es troben al límit del terme municipal de Castellar del Vallès, al vessant oriental del Puig Rodó (541 m), que marca el límit dels termes de Castellar del Vallès i Sant Llorenç Savall. Són a 2 m del marge de la carretera B-124, al km 15,1. A menys de 100 m cap a l'est hi ha el riu Ripoll.
Són dins del límit del Parc Natural de Sant Llorenç del Munt i l'Obac, creat el 1972. Des del 2000 també formen part de l'Inventari d'espais d'interès geològic de Catalunya inventariat com espai d'interès geològic en el conjunt de la geozona Sant Llorenç del Munt i l'Obac, la qual forma part del parc natural majoritàriament.
Les coves estan inventariades com a element de patrimoni natural al Mapa de Patrimoni Cultural de la Diputació de Barcelona.

## Descripció
Les coves d'en Carner són al vessant oriental del Puig Rodó, on hi ha un cingle de conglomerat una mica abalmat. Al cingle hi ha el conjunt de cavitats, de les quals en destaca principalment una cova d'un recorregut total de 23 m. A l'entrada d'aquesta cova s'observen unes parets d'obra d'un petit habitacle que aprofita la balma per a resguardar-s'hi.
L'entrada és ampla i fa 1,30 m d'alçada aproximadament. Per la banda esquerra s'estreny fins que al cap d'uns 5 m comença la galeria principal de la cova. La boca d'accés a la galeria principal té una secció de 1,20 m d'amplada i 1,15 m d'alçada, i el terra es perllonga en un desnivell descendent (6°) i d'uns 7 m fins a tocar un estancament d'aigua, que s'allarga 9 m més, i a on la galeria s'eixampla lleugerament.
A la banda dreta de la galeria principal hi ha una altra galeria paral·lela però que és molt baixa de sostre i on l'erosió hi ha format diverses columnes i forats que connecten amb la galeria principal. Els laterals de la galeria principal formen uns replans a una alçada d'uns 70 cm, on hi ha, a la banda esquerra, diversos forats i una galeria secundària inaccessible d'uns 2,5–3 m. La zona inundada de la cova s'eixampla fins a arribar a 1,80 m, i manté l'alçada de 1,20 m. El nivell de l'aigua de l'estancament acostuma a ser de 0,70 m.

## Biologia
És una de les cavitats de Sant Llorenç Munt amb una major representació del crustaci troglobi Stenacellus virei.